# Zdzisław Kossowski
Zdzisław Kossowski (ur. 1946) – polski koszykarz występujący na pozycji skrzydłowego, wielokrotny medalista mistrzostw Polski.

## Osiągnięcia
Na podstawie, o ile nie zaznaczono inaczej.
Klubowe
- Mistrz Polski (1970)
- Wicemistrz Polski (1972)
- 5-krotny brązowy medalista mistrzostw Polski (1967, 1969, 1971, 1973, 1974)
- 3-krotny zdobywca Pucharu Polski (1971–1973)
- Uczestnik rozgrywek Pucharu Europy:
  - Mistrzów Krajowych (1971 – TOP 16)
  - Zdobywców Pucharów (1973 – TOP 16, 1974)